# Amílcar Barbuy
Amílcar Barbuy, noto anche come Amílcar (Rio das Pedras, 29 aprile 1893 – San Paolo, 24 agosto 1965), è stato un allenatore di calcio e calciatore brasiliano di origine italiana, di ruolo attaccante o centrocampista.

## Caratteristiche tecniche
Amílcar è stato un prolifico attaccante, divenuto poi centrocampista, dotato di un tiro potente e di uno spiccato senso della rete.

## Carriera

### Giocatore

#### Gli inizi e la consacrazione in Brasile
Amílcar ha iniziato la sua carriera nel 1912 tra le file del Corinthians.
Con il club paulista vince ben quattro volte il Campionato Paulista (1914, 1915, 1922 e 1923). Nel 1923 Barbuy si trasferisce al Palestra Itália, con il quale divenne due volte campione nel 1926 e 1927.

#### Lazio
Nel 1931 si trasferisce in Italia, alla Lazio, ricoprendo il ruolo di allenatore-giocatore. Debutta in Serie A il 20 dicembre dello stesso anno, nella gara casalinga vinta dalla formazione romana 3-2 contro il Bari, disputando la sua ultima gara in carriera come calciatore; all'età di 38 anni e 8 mesi è stato l'esordiente più anziano della storia della massima serie fino al 15 maggio 2016, quando il record è stato superato dal portiere Maurizio Pugliesi con i suoi 39 anni e 6 mesi.

#### Nazionale
Amílcar veste la maglia della Nazionale brasiliana tra il 1916 e il 1924, disputando 19 partite arricchite da 5 gol.
Ha partecipato con la nazionale verdeoro a ben quattro edizioni della Copa América, vincendo in due occasioni (1919 e 1922) e arrivando terzo nel 1917.

### Allenatore
Dopo che tra il 1915 e il 1929 ha svolto il ruolo di giocatore-allenatore nel Corinthians, nel Palestra Itália ed anche nella Nazionale brasiliana, al termine della sua carriera da calciatore, Amílcar intraprende quella di tecnico. Il suo primo incarico da allenatore gli viene affidato dalla Lazio sul finire della stagione 1930-31 e per quella successiva, quando in una sola occasione è stato costretto anche a scendere in campo. Terminata l'esperienza italiana, torna in patria per guidare formazioni del calibro di San Paolo, Corinthians, Portuguesa, Portuguesa Santista ed Atlético Mineiro.

## Palmarès

### Giocatore

#### Club

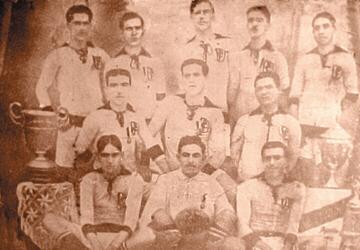
Amílcar, terzo in piedi da sinistra, in una foto del Corinthians del 1914.

- Campionato paulista: 6

Corinthians: 1914, 1916, 1922, 1923
Palestra Itália: 1926, 1927

#### Nazionale
- Coppa America: 2

1919, 1922

### Allenatore

#### Club
- Campionato paulista: 4

Corinthians: 1916, 1937
Palestra Itália: 1926, 1927